# 北京市石景山区人民法院
北京市石景山区人民法院是中华人民共和国北京市石景山区的基层人民法院。成立于1952年10月，上诉法院为北京市第一中级人民法院。

## 机构设置
北京市石景山区人民法院设24个部门，包含13个审判执行部门和11个职能部门。另外，法院下辖2个事业单位。
- 审判执行部门：刑庭、民一庭、民二庭、民三庭、民四庭、五里坨人民法庭、行政庭、立案庭、审监庭、未成年人案件综合审判庭、执行局（含执行一庭、执行二庭、执行三庭）
- 职能部门：审管办、研究室、诉服办、信访办、书记员室、办公室、监察室、法警队（含保卫科）和政治处（含干部科、组宣科、教培科）
- 事业单位：后勤服务中心和信息技术中心

刑事审判庭、未成年人案件综合审判庭、民事审判第一庭、民事审判第二庭、五里坨派出法庭、立案庭、申诉审查庭、执行局、政治处、监察室等部门位于法院本院。民事审判第三庭、知识产权审判庭、行政审判庭、审判监督庭位于第二办公区。

## 知名案例
- 乐动卓越公司诉阿里云侵权案，此案为中国首例涉及服务器提供商责任认定问题的案件[3]
- 爱奇艺诉暴风集团股份有限公司、北京暴风新影科技有限公司、北京私影科技有限公司侵权案，北京首例私人影院侵害信息网络传播权案[4]
- 优酷起诉暴风影音盗版优酷独家版权内容案[5]
- 许某遗产继承纠纷案，新闻报道称石景山区法院给出文号相同、内容不同的“阴阳判决书”[6]